# Composição B

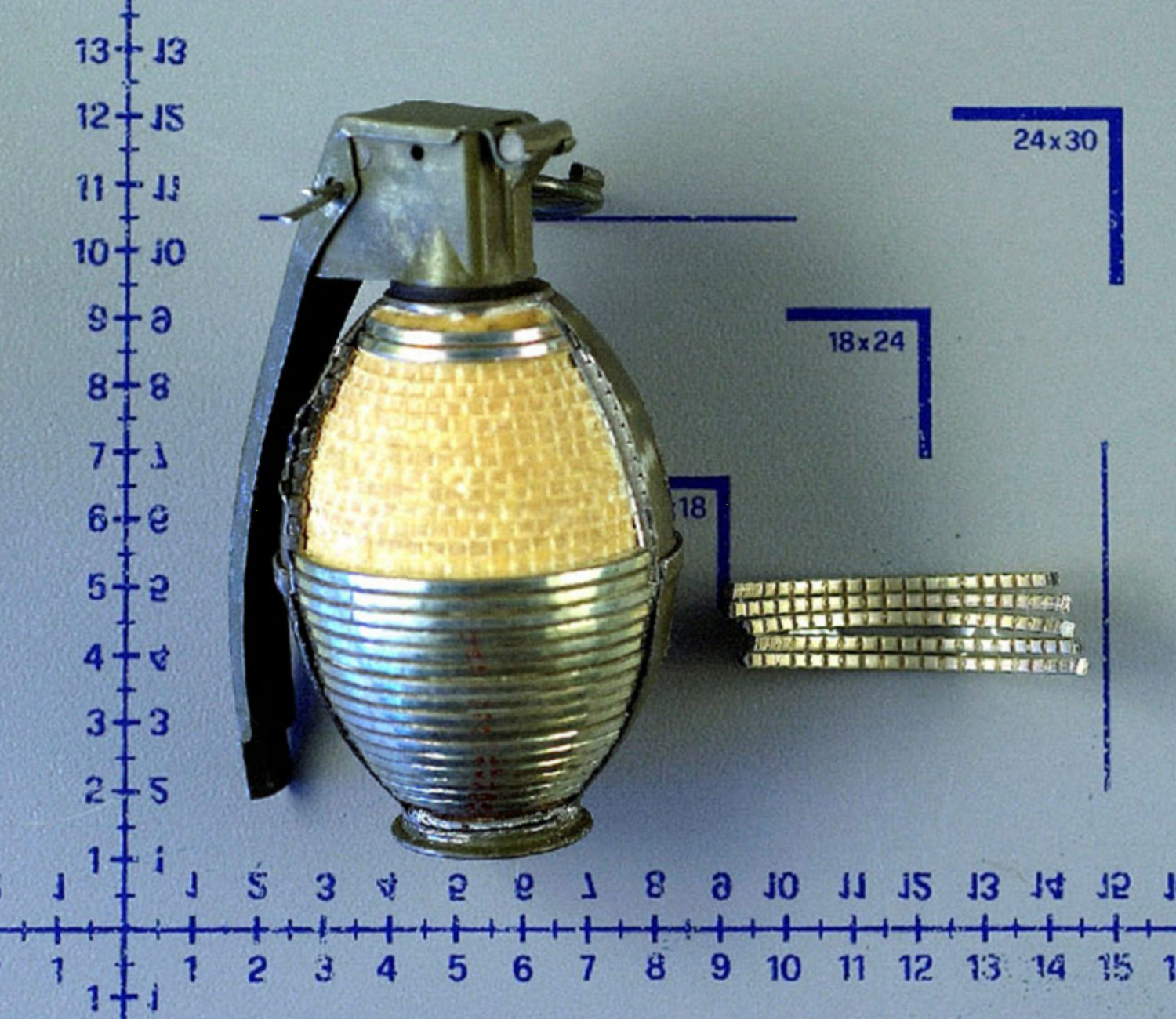
Granada de mão de fragmentação alemã DM41 preenchida com a Composição B. Este exemplo foi dissecado para revelar a manga de fragmentação de aço e a carga explosiva amarela.

Composição B, coloquialmente Comp B, é um explosivo que consiste em misturas fundíveis de RDX e TNT. É usado como o principal enchimento explosivo em projéteis de artilharia, foguetes, minas terrestres, granadas de mão e várias outras munições. Também foi usado para as lentes explosivas nas primeiras armas nucleares do tipo implosão desenvolvidas pelos Estados Unidos.
As proporções padrão de ingredientes (em peso) são 59,5% RDX (velocidade de detonação de 8.750 m/s) e 39,5% de TNT (velocidade de detonação de 6.900 m/s), fleumatizados com 1% de cera de parafina. Mais comumente é descrito como 60/40 RDX/TNT com 1% de cera adicionada.

## Galeria

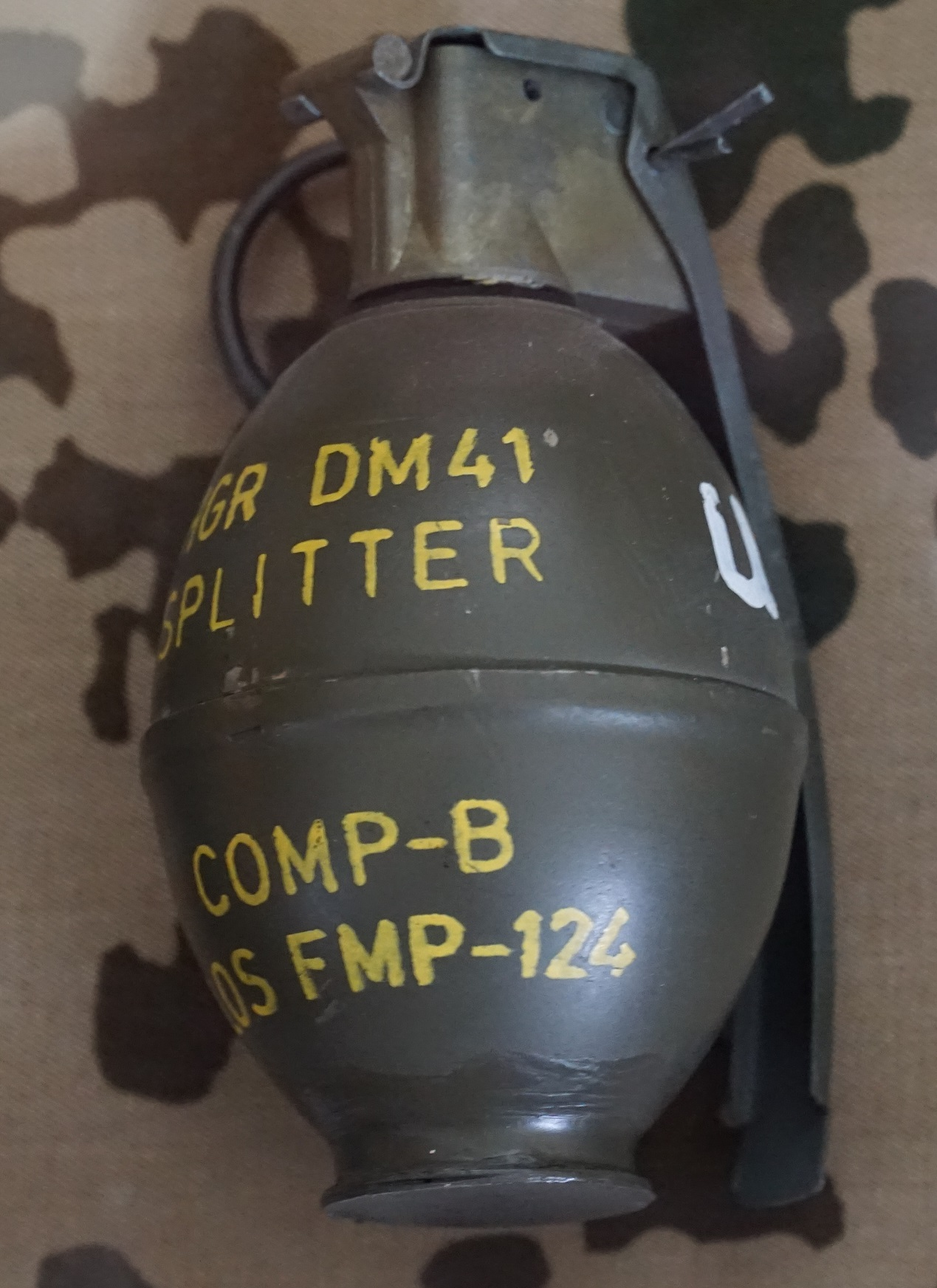
Granada de mão alemã de fragmentação DM41 rotulada para indicar um enchimento da Composição B.
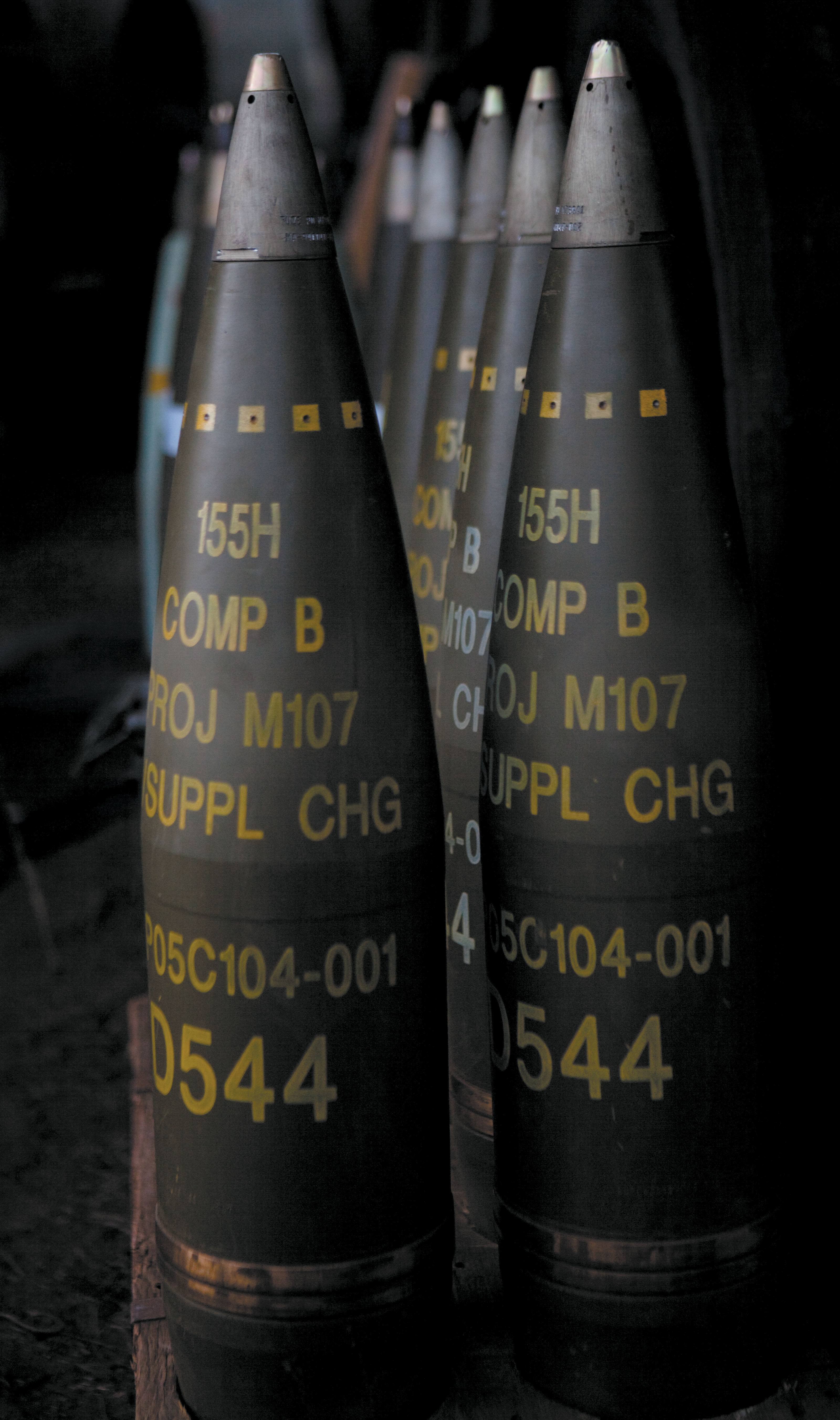
Projéteis M107. Todos são rotulados para indicar um preenchimento de "Comp B" e possuem fusíveis instalados.
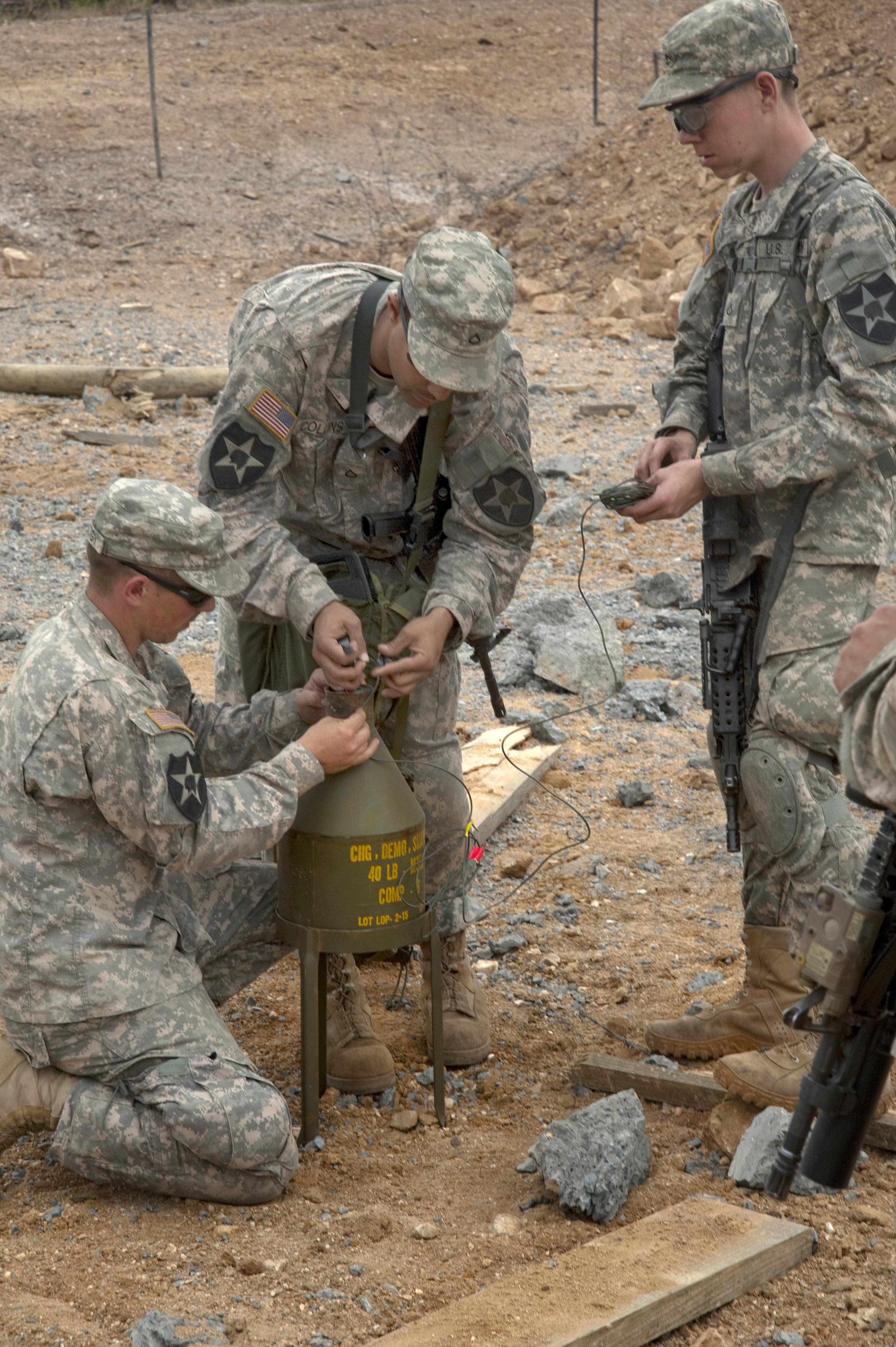
Uma munição de carga em forma de 40 lb (18 kg) (marcada para indicar um enchimento de Composição B) usada para vários fins de demolição, como abrir um buraco para uma carga de cratera.